# Kit Carson (personagem)
Kit Carson é um personagem fictício de banda desenhada criado por Giovanni Luigi Bonelli e Aurelio Gallepini. Chamado de Tio Kit por Kit Willer, o filho de Tex, muitas vezes Carson é confundido por alguns leitores como irmão de Tex, o que não é fato.
É baseado em Kit Carson, personagem real da história norte-americana.[carece de fontes?]

## Características
Amigo inseparável de Tex Willer, Carson tem como características marcantes um grande pessimismo, além de ser exímio e um pouco arrogante, como propriamente diz Tex. Carson quase sempre acompanha Tex pelo velho oeste, mas as vezes Tex está junto de Kit Willer, Jack Tigre ou apenas sozinho.
Carson participou de grandes batalhas conta Mefisto e Yama, desceu junto com Tex o Rio Colorado em uma canoa, enfrentou o Coronel Custer junto com os índios, participou de inúmeras caçadas a criminosos junto com seus companheiros, entre outras aventuras.